# Ismail Serdi
Ismail Serdi (en arabe : اسماعيل سردي), né le 7 juin 1986 au Maroc, est un footballeur marocain évoluant au poste de défenseur au FAR de Rabat.